# Hångers källa

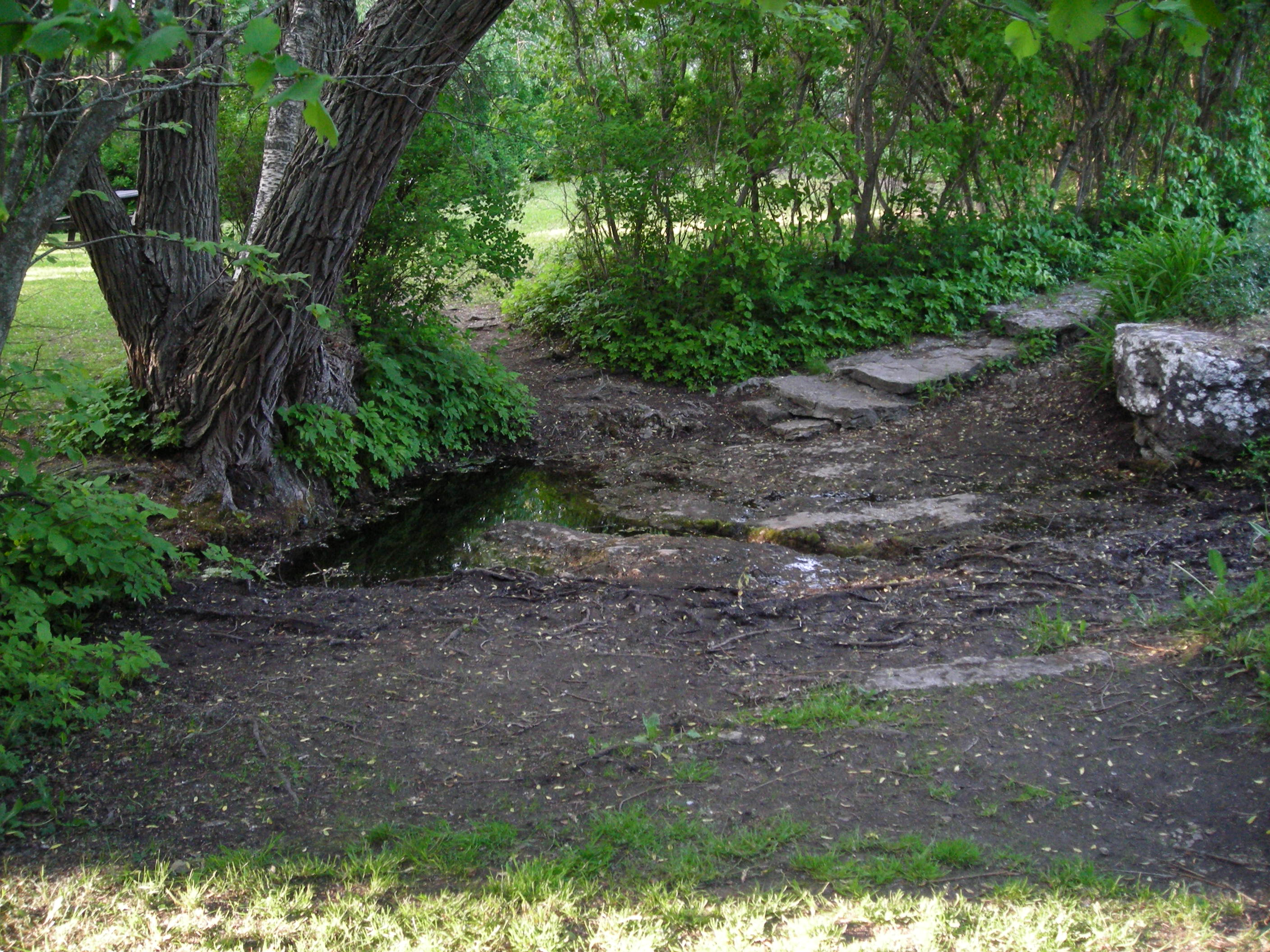
Hångers källa

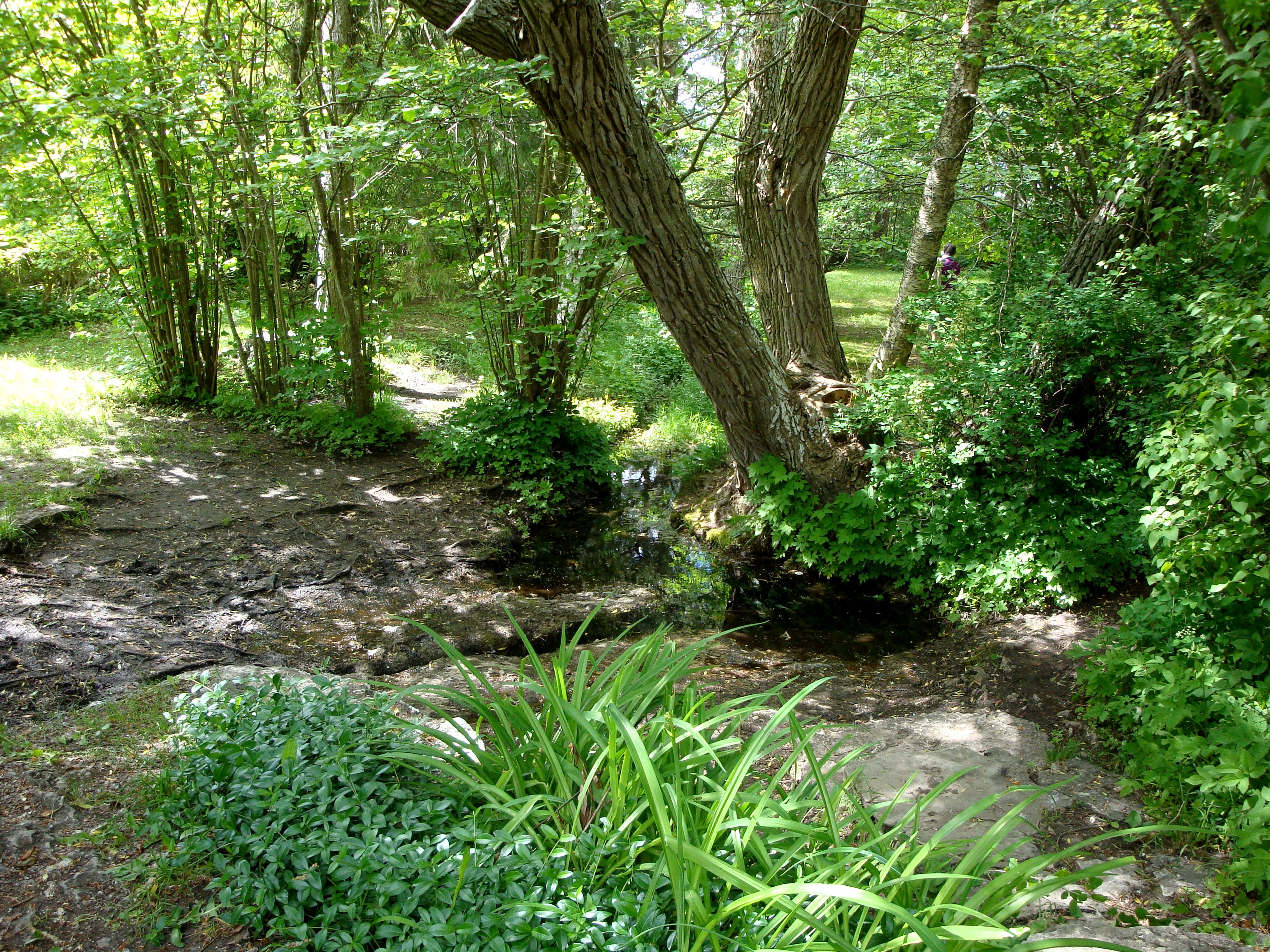
Ett svalt rum runt Hångers källa.

Hångers källa ligger i närheten av Ganns ödekyrka och strax utanför Lärbro på norra Gotland. 
I den svala lummiga lunden kring det öppna källflödet sägs det att Israel Kolmodin satt på en sten och hämtade inspiration då han skrev sin välkända sommarpsalm: Den blomstertid nu kommer. Kolmodin återkom ett flertal gånger under sin vistelse i Lärbro och hälsade på i den gård som övergavs i början på förra seklet och på vars ödetomt källan ligger. Vid källan restes en minnessten över diktaren 1944.
Sedan den 31 december 1968 är Hångers källa med den närliggande omgivningen ett naturminne.